# Cornelis Busennius
Cornelis Busennius (1542-1600) was van 1583 tot 1594 stadsgeneesheer van Delft. Hij werkte samen met de medicus Pieter van Foreest.  Van 1594  tot zijn dood was Busennius lijfarts van stadhouder-prins Maurits van Oranje-Nassau.
Na de moordaanslag op prins Willem van Oranje in 1584 voerden Forreest en Busennius de lijkschouwing en balseming van het stoffelijk overschot uit. Van de autopsie brachten zij rapport uit aan de Staten-Generaal. Dit verslag is een van de vroegste voorbeelden in Nederland van forensische geneeskunde.